# Autostrade in Giappone

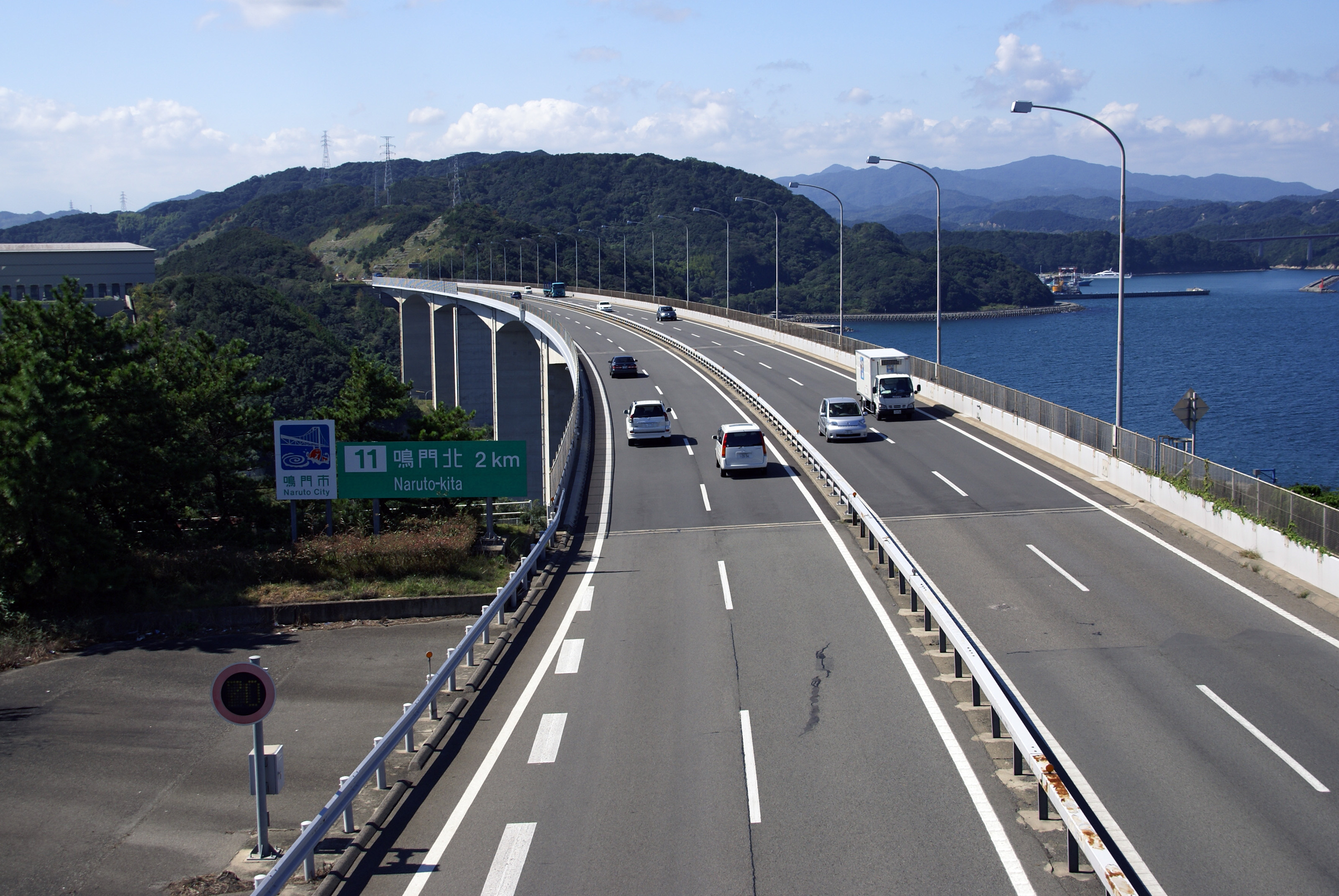
L'autostrada Kōbe-Awaji-Naruto

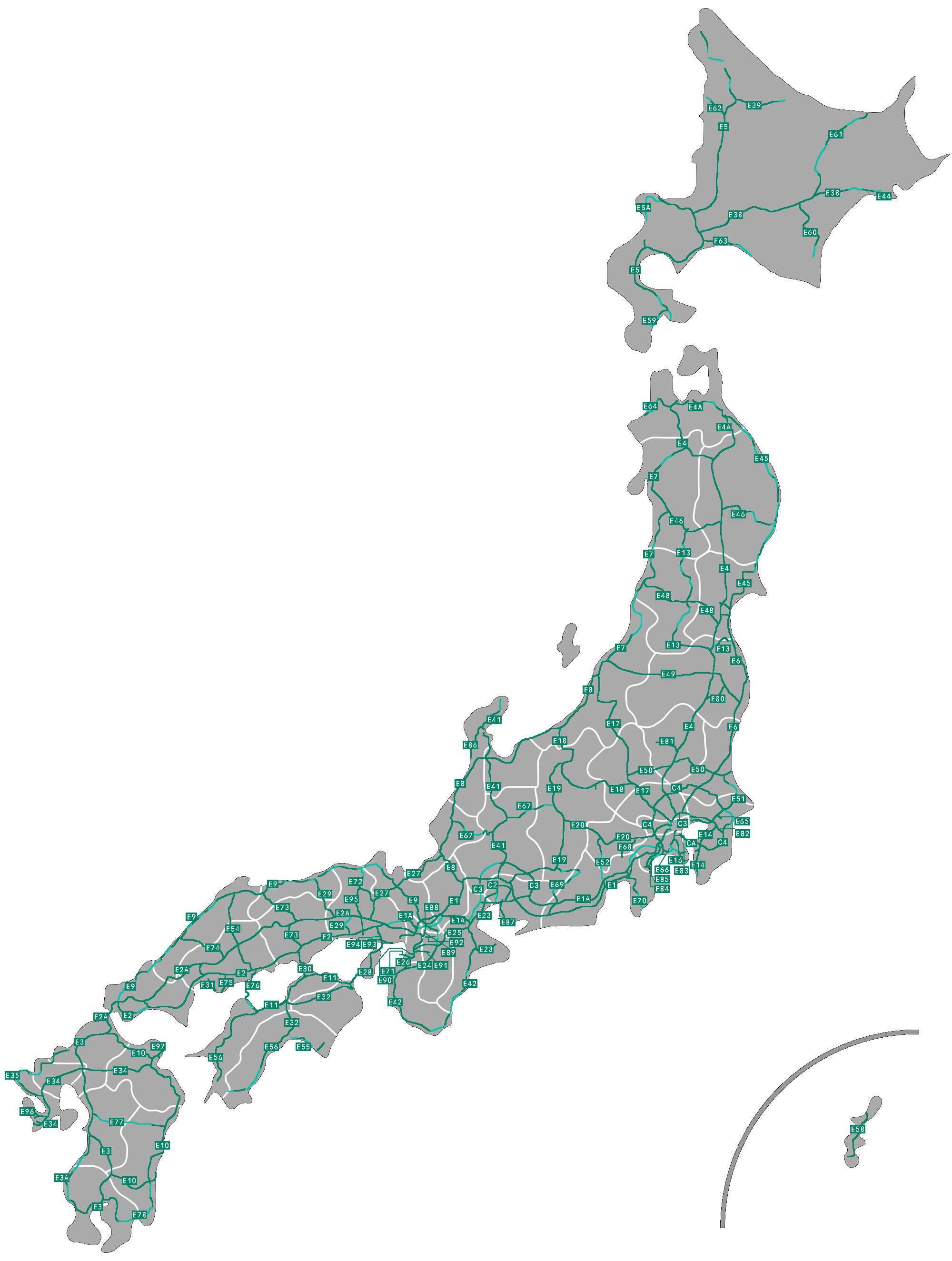

Le autostrade del Giappone (日本の高速道路 Nihon no kōsokudōro, lett. le strade ad alta velocità del Giappone) costituiscono una fitta rete di strade a scorrimento veloce, per lo più a pedaggio, che uniscono le varie province e aree metropolitane del paese. Una particolarità della rete autostradale giapponese sono le autostrade urbane, specialmente nelle grandi città come Tokyo e Osaka, nelle quali esse attraversano sia in sotterranea sia su alti viadotti il centro cittadino, e permettono quindi di evitare l'attraversamento nel traffico delle aree centrali.

## Storia

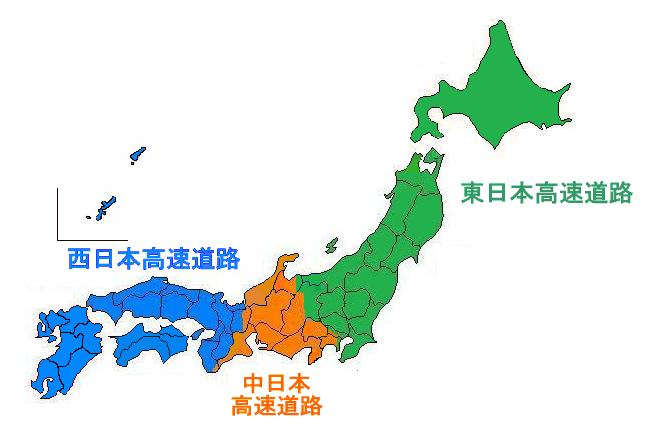
Mappa della NEXCO

A seguito della seconda guerra mondiale, il Giappone tentò in vari modi di ravvivare l'economia del paese, e uno di questi fu la spinta a utilizzare i mezzi privati dei propri cittadini. Tuttavia, la rete stradale preesistente era insufficiente a sostenere la diffusione delle automobili; nel 1956, solo il 23% delle strade nazionali erano asfaltate, e lo erano solo i due terzi della principale strada giapponese, la Tokyo - Osaka (strada statale 1).
Nel mese di aprile del 1956 venne fondata dal governo la società pubblica per le autostrade del Giappone (JH) con lo scopo di costruire e gestire una rete di autostrade nazionali. L'anno dopo venne dato il permesso per la costruzione dell'autostrada Meishin, connettente Nagoya e Kōbe il cui primo tratto venne aperto al traffico nel 1963.
Oltre alle autostrade amministrate dalla JH, il governo conferì ad altre società il ruolo di gestire le strade delle aree urbane. Nel 1959 venne creata una società per la gestione dell'autostrada urbana di Tokyo, la Società pubblica per l'Autostrada Metropolitana, e nel 1962 la Società pubblica per l'Autostrada Hanshin, collegamento interurbano fra Osaka e Kobe (autostrada Hanshin). Al 2004 l'estensione delle due strade era rispettivamente di 283 e 234 km.
Nel 1966 venne avviato il piano per la realizzazione di 7 600 km di autostrade, dando la priorità a quelle lungo il mare rispetto a quelle passanti in regioni interne. Nel 1987 il piano venne rivisto, e il network esteso a 14 000 km. Nel marzo 2005 la rete si estendeva per circa 8 730 km.
Nell'ottobre 2005, JH, la società per l'Autostrada Metropolitana e quella dell'autostrada Hanshin, oltre all'Autorità del ponte Honshū-Shikoku (che gestisce i tre collegamenti fissi fra Honshū e Shikoku) vennero privatizzate sotto le politiche riformatrici del ministro Junichiro Koizumi. La rete autostradale della JH venne divisa in tre compagnie basate sulla geografia del paese - Società autostradale del Giappone orientale (E-NEXCO), Società autostradale del Giappone centrale (C-NEXCO), e Società autostradale del Giappone occidentale (W-NEXCO). La Società pubblica per l'autostrada metropolitana fu ceduta alla Società per l'autostrada metropolitana, e la Società pubblica per l'Autostrada Hanshin alla Società per l'Autostrada Hanshin. L'autorità per il collegamento Honshū-Shikoku passò alla Società dei ponti Honshū-Shikoku, che prima o poi sarà integrata con la W-NEXCO.

## Finanze

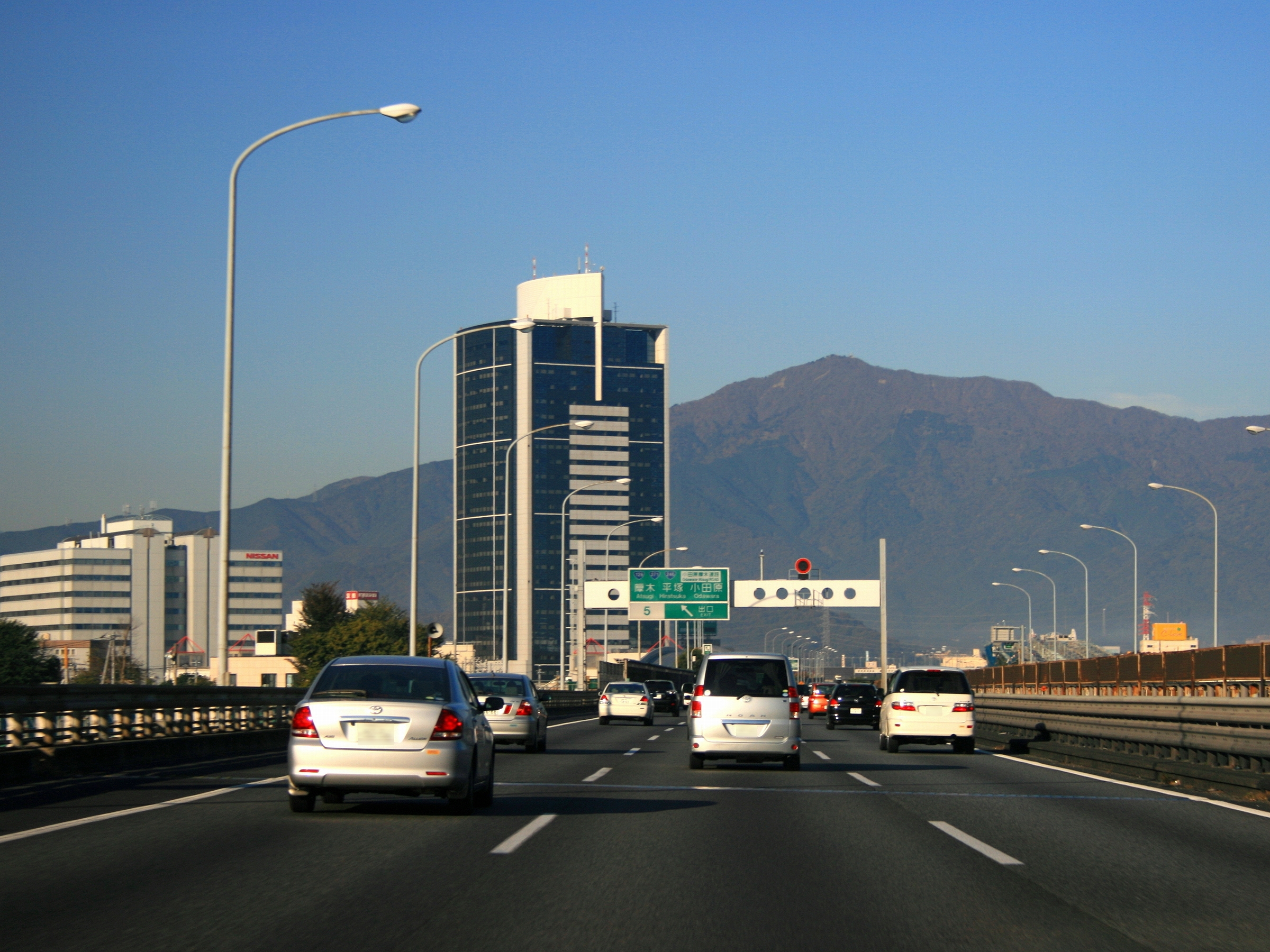
L'autostrada Tōmei vicino ad Atsugi

Lo sviluppo delle autostrade giapponesi è stato portato avanti con elevati indebitamenti. Inizialmente si intendeva rimuovere il pedaggio una volta che l'investimento fosse stato ripagato. Le autostrade Meishin e Tōmei ammortizzarono i costi di costruzione negli anni novanta. Tuttavia nel 1972 venne deciso che i pedaggi avrebbero continuato a essere riscossi da tutte le strade, in quanto alcune di esse erano sottoutilizzate. Molti dei costi di costruzione sono stati fatti salire dai necessari criteri antisismici, e dalle barriere antirumore nei pressi dei centri urbani. Nel marzo 2009 il primo ministro Tarō Asō annunciò di ridurre il prezzo dei pedaggi di 1 000 o 1 500 yen sulle principali autostrade durante i giorni festivi. In base ai dati dell'Associazione per la costruzione delle autostrade nazionali, ogni giorno circolano circa 4,4 milioni di veicoli, coprenti una distanza media di 43,7 km ciascuno.

## Autostrade nazionali

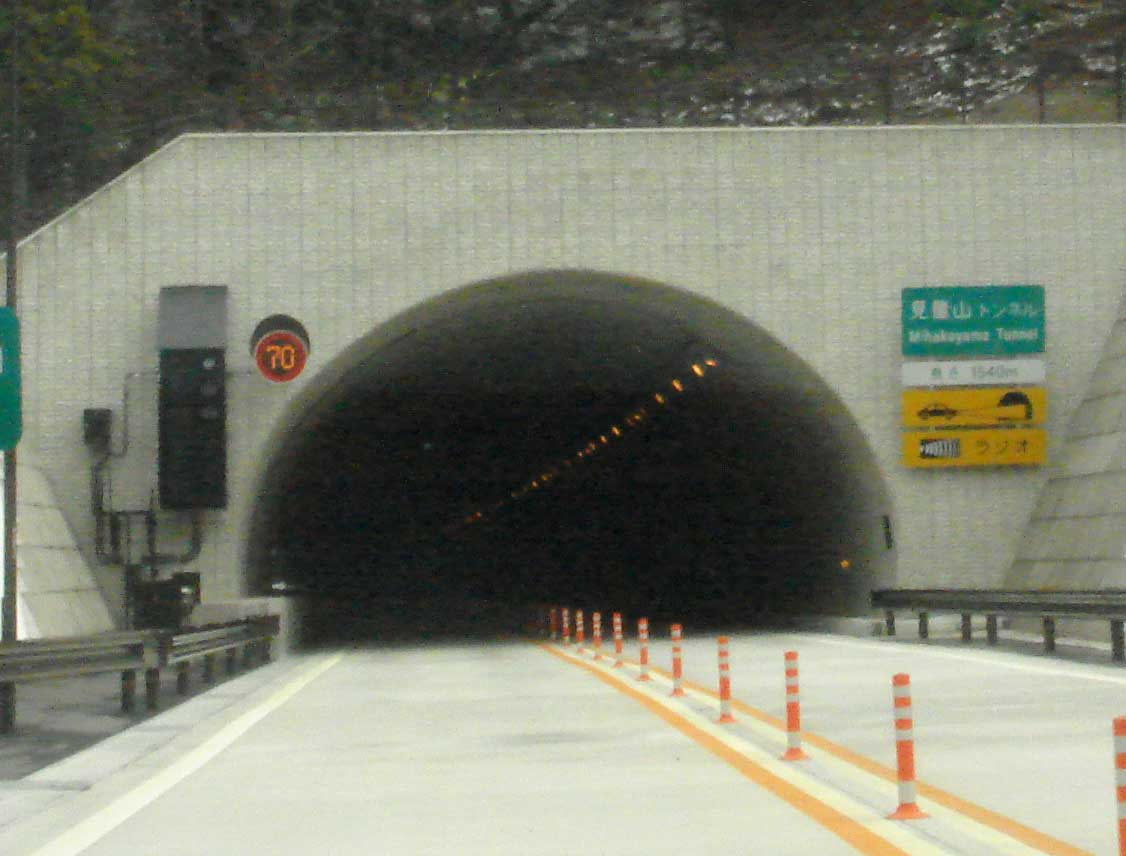
Un tipico ingresso di tunnel, con sistema di rilevazione della velocità

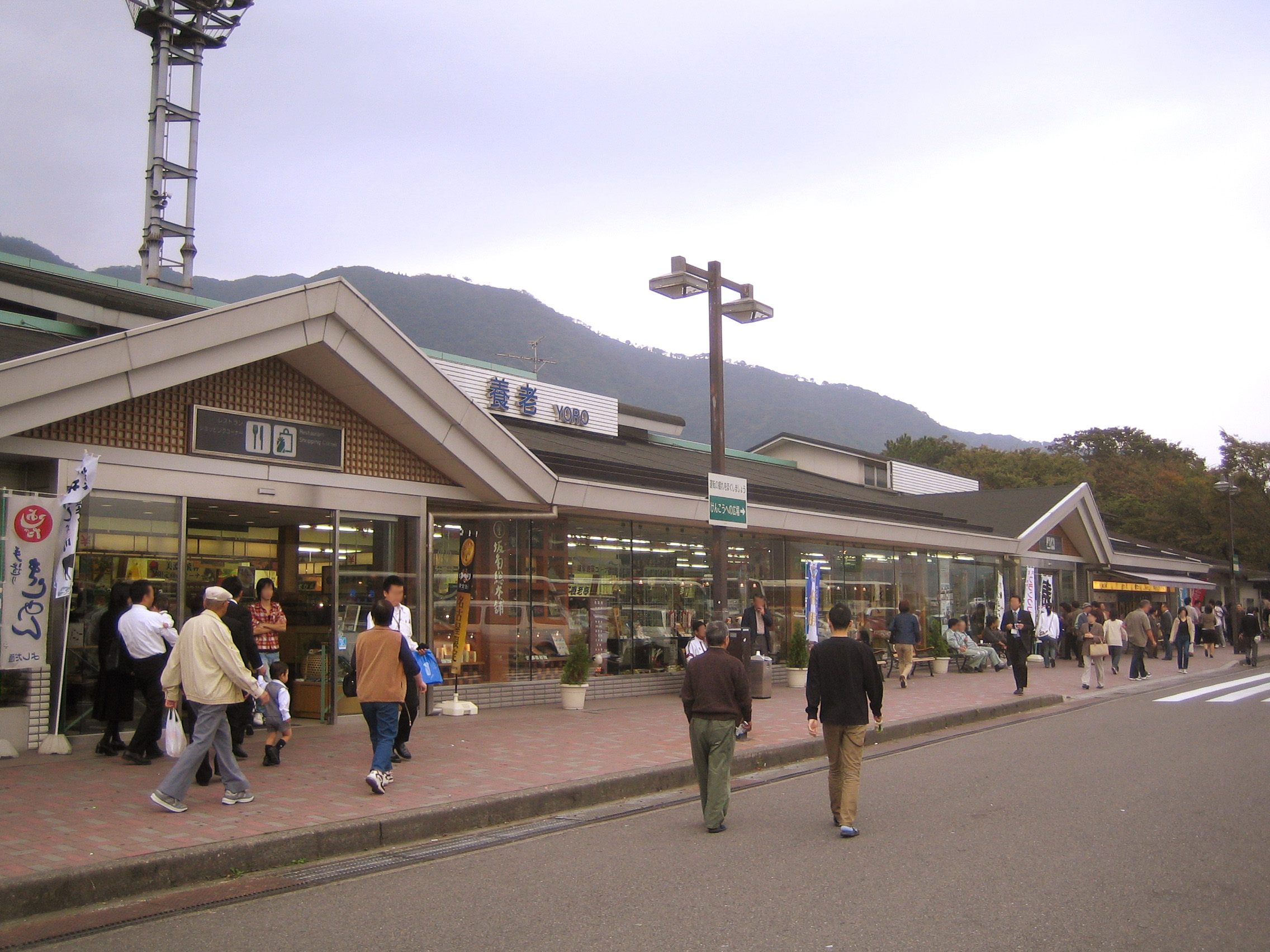
Area di servizio di Yōrō

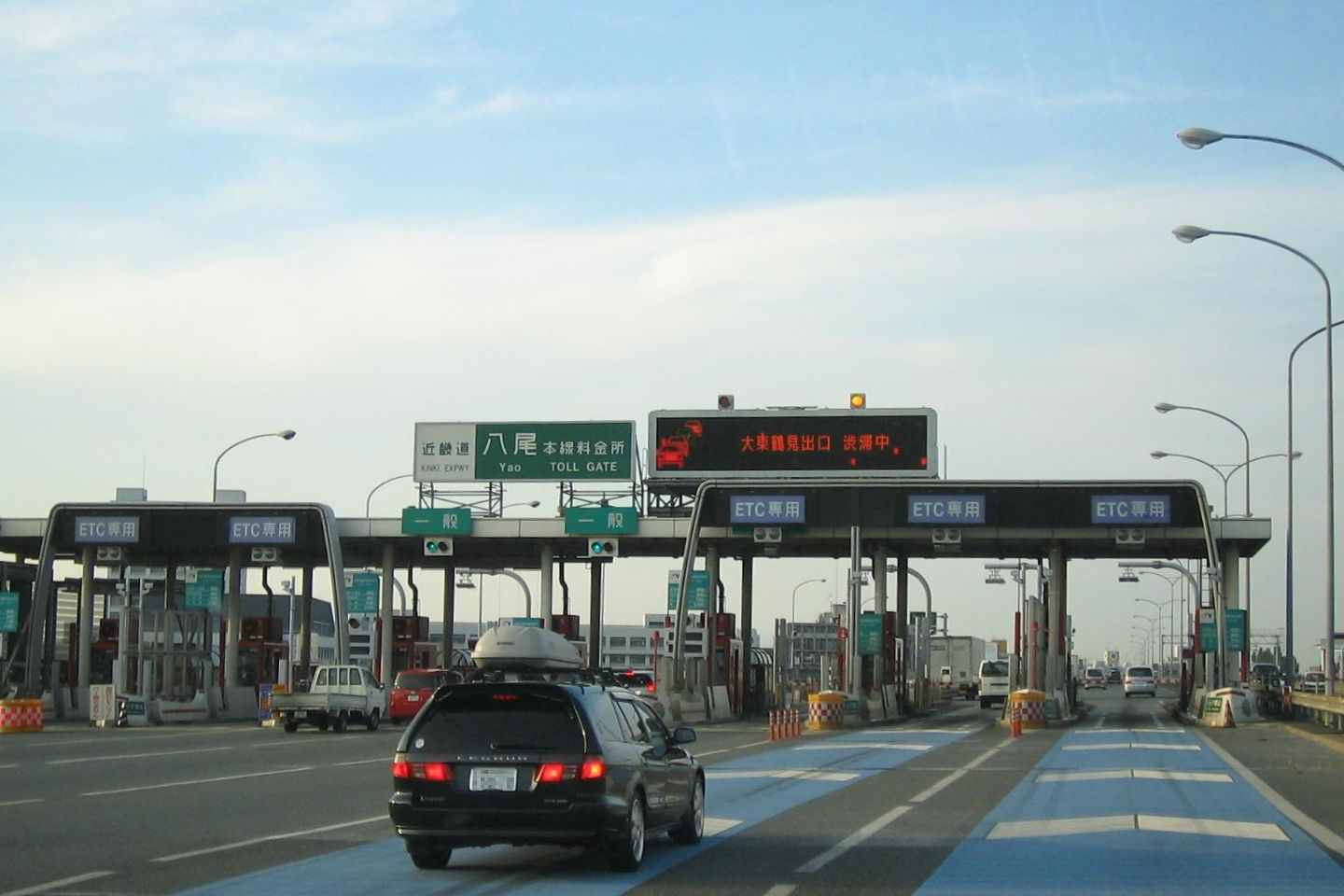
Casello di ingresso dell'autostrada del Kinki. Le strutture sotto gli archi sono utilizzate per rilevare i dispositivi ETC (un sistema simile al Telepass) dei veicoli che lo supportano.

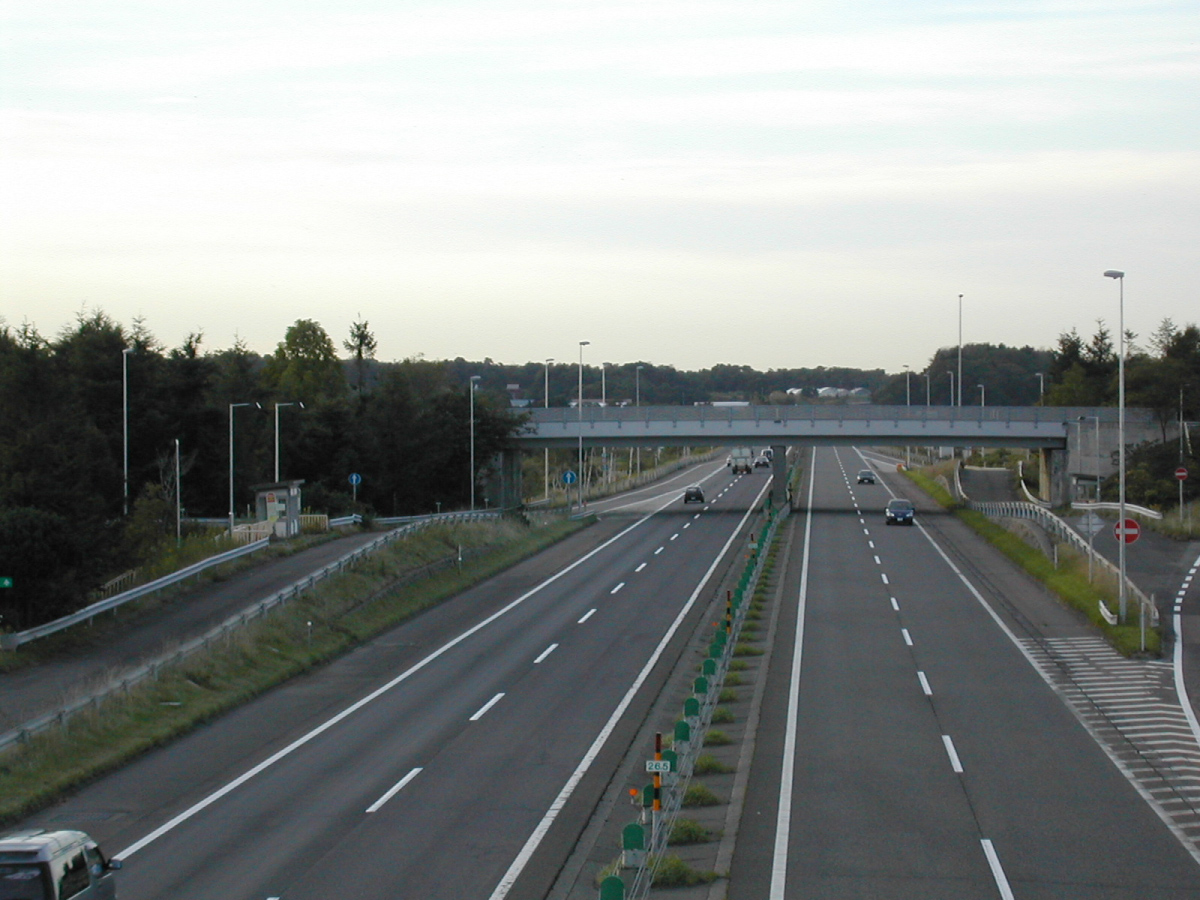
Autostrada dell'Hokkaidō

Le autostrade nazionali (高速自動車国道?, Kōsoku Jidōsha Kokudō) compongono la maggior parte della rete autostradale giapponese. Questa rete crea un collegamento ininterrotto dalla prefettura di Aomori nella parte settentrionale dello Honshū fino alla prefettura di Kagoshima, nel Sud dell'isola del Kyūshū, collegando anche lo Shikoku. Sono presenti anche autostrade in Hokkaidō e sull'isola di Okinawa, ma esse non sono connesse direttamente alla rete delle altre tre isole principali.

### Caratteristiche
La maggior parte delle strade sono a quattro corsie, due per verso, divise da uno spartitraffico centrale. Alcune autostrade vicino ai grandi centri possiedono tre corsie per direzione, mentre alcune in zone rurali, solo una corsia per direzione. Queste ultime sono solitamente predisposte per l'espansione a quattro corsie.
I limiti di velocità sono fissati con un massimo di 100 km/h, e la velocità minima è di 50 km/h. Per questo motivo, i veicoli che non possono raggiungere i 50 km/h, come trattori o scooter, non possono accedere all'infrastruttura. I limiti di velocità possono essere ridotti temporaneamente (a causa di condizioni di guida compromesse, ad esempio dal tempo) o permanentemente (come in aree in cui si possono verificare frequentemente incidenti), in quanto i segnali indicanti la velocità massima possono essere modificati elettronicamente.
Lungo le autostrade sono disponibili diverse aree parcheggio e di riposo, con esercizi e piccoli negozi, così come aree di servizio con ristoranti, distributori di benzina e diversi servizi per i viaggiatori.

### Pedaggi
Le autostrade in Giappone sono piuttosto costose; ad esempio, il tragitto di 325,5 km da Tokyo a Nagoya sull'Autostrada Tōmei ha un costo di 7 100 yen per un'automobile normale. Dal marzo 2009 il costo delle autostrade nei weekend e nei giorni di vacanza è scontato di 1 000 yen, ma solo per chi usa il sistema ETC, descritto più sotto.
Con poche eccezioni, i pedaggi sulle autostrade sono calcolati sulla distanza percorsa. All'ingresso dell'autostrada è necessario acquisire un biglietto, che può essere inserito all'interno di apposite macchine all'uscita, o dato direttamente a un addetto allo sportello. Molte automobili dispongono di un sistema elettronico di pagamento, chiamato ETC, dall'inglese Electronic Toll Collection (acquisizione automatica del pedaggio). Il sistema funziona in modo simile al Telepass utilizzato sulle autostrade italiane.
Nel 2001 il pedaggio base era di 150 yen, con un costo aggiuntivo corrispondente alla distanza percorsa. Questo dipende anche dal tipo di veicolo su cui si è alla guida.
| Tipo di veicolo                         | Costo in yen/km |
| --------------------------------------- | --------------- |
| Motociclo o macchina leggera            | 19,68           |
| Automobile ordinaria                    | 24,60           |
| Autocarro di medie o piccole dimensioni | 29,52           |
| Autocarro di grandi dimensioni          | 40,59           |
| Autotreno di dimensioni eccezionali     | 67,65           |

Le tariffe vengono arrotondate alla cinquantina di yen più vicina, e includono la tassa sul consumo. Se sono presenti più caselli sulla distanza percorsa, il sistema automaticamente assegna il percorso più breve ed economico.
I pedaggi vengono raccolti da tutte le autostrade e incassati in un unico fondo utilizzato per ripagare le varie necessità della rete. Ci si aspetta che tutte le autostrade giapponesi attualmente in servizio verranno pagate in 45 anni dopo la privatizzazione (2050). Nel caso le attuali autostrade vengano ripagate dai proventi dei pedaggi, sono previste realizzazioni di nuove direttrici e funzioneranno senza pedaggio al completamento.

## Autostrade urbane

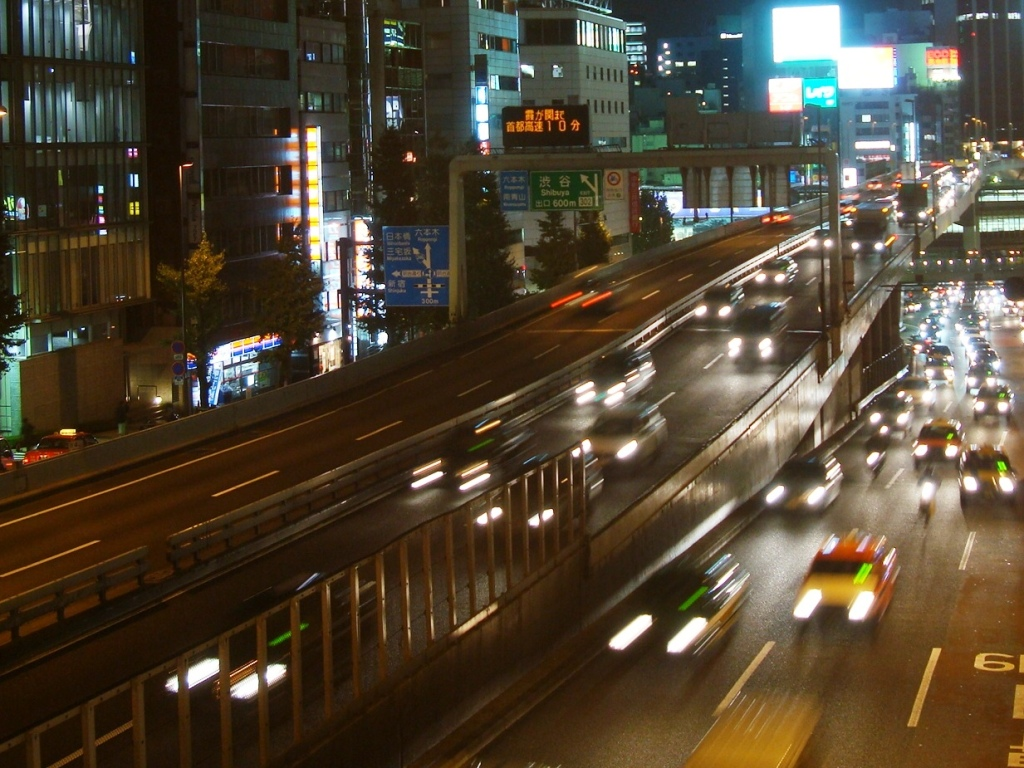
L'autostrada Shuto a Tokyo

Le autostrade urbane (都市高速道路?, Toshi Kōsokudōro) sono collegamenti autostradali interni alle aree urbane delle grandi metropoli giapponesi. A causa della mancanza di spazio, molte di queste strade sono realizzate in viadotto sopra le strade locali. Le principali rappresentanti di questa categoria sono l'autostrada Shuto, che corre all'interno di Tokyo e l'autostrada Hanshin, che unisce Osaka con la periferia di Kōbe. Altre autostrade urbane dall'estensione inferiore si trovano anche a Nagoya, Hiroshima, Kitakyūshū e Fukuoka. Ciascuna rete è amministrata separatamente da un ente apposito, e non sono collegate fra di loro (se si escludono le autostrade di tipo tradizionale, alle quali sono presenti raccordi e collegamenti).

## Altre strade

Segnale stradale che indica un'autostrada di tipo tradizionale

Tutte le strade in Giappone realizzate secondo gli standard autostradali sono denominate come strade per soli veicoli a motore (自動車専用道路?, Jidōsha Senyō Dōro). Se una strada per soli veicoli a motore non può essere classificata come strada nazionale o autostrada urbana, può avere una delle seguenti classificazioni:
- superstrada solo per veicoli motorizzati, parallela a un'autostrada (高速自動車国道に並行する一般国道自動車専用道路?, Kōsoku Jidōsha Kokudō ni Heikōsuru Ippan Kokudō Jidōsha Senyō Dōro)
  - Le strade di questa categoria sono realizzate per facilitare in futuro collegamenti con altre autostrade principali. Alcuni esempi sono la superstrada Yonezawa Nan-yō, la superstrada Higashi-Mito e la superstrada Futtsu Tateyama.
- strade nazionali per veicoli motorizzati (一般国道の自動車専用道路?, Ippan Kokudō no Jidōsha Senyō Dōro)
  - Le strade di questa categoria sono costruite a standard autostradali in quanto designate dal Ministero del territorio, dell'infrastruttura e dei trasporti. Alcune di esse sono la strada Ken-Ō e la strada Tōkai-Kanjō.